# Bârca, Olt
Bârca este un sat în comuna Valea Mare din județul Olt, Muntenia, România.